# Biblioteca del Patrimonio de la Biodiversidad de Europa

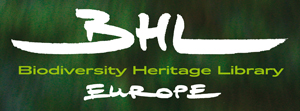
Logo del proyecto BHL-Europe

La Biblioteca del Patrimonio de la Biodiversidad de Europa (Biodiversity Heritage Library for Europe, BHL-Europa) era un proyecto a tres años (2009-2012) de la Unión Europea destinado a la coordinación de la digitalización de la literatura sobre la biodiversidad. Incluía a 28 museos de historia natural, jardines botánicos, bibliotecas y otras instituciones europeas. BHL-Europe se fundó en Berlín en mayo de 2009 y se referó a sí misma como un socio del proyecto europeo de la Biodiversity Heritage Library (BHL), que fue fundada en 2005 y formado inicialmente por diez (desde el año 2009, doce) bibliotecas estadounidenses y británicas.
BHL-Europa era una red de buenas prácticas financiada por la Comisión Europea. Los componentes importantes eran la coordinación de la digitalización y la creación de una infraestructura adecuada, así como la consolidación de diversos proyectos de digitalización en Europa en virtud de un portal común centralizado y multilingüe. El objetivo era de poner a disposición la literatura digital de acceso libre y en Creative Commons, y de mejorar sus búsquedas (usando ROC).
BHL-Europa también era responsable de la creación de estructuras para almacenamiento a largo plazo de la información digital (durabilidad de los datos digitales).

## Composición de BHL-Europa
Los siguientes 28 instituciones fueron los miembros fundadores de la asociación de BHL-Europa en mayo de 2009 en Berlín:
- Museo de Historia Natural de Berlín (dirección del proyecto)
- Museo de Historia Natural de Londres
- Museo Nacional de Praga
- Fundación de la Biblioteca Digital Europea (Europeana)
- Angewandte Informationstechnik Forschungsgesellschaft AIT (Graz)
- Atos Origin Integración de Francia (París)
- Freie Universität de Berlín
- Georg-August-Universität Göttingen (proyecto AnimalBase)
- Museo de Historia Natural de Viena
- Oberösterreichische Landesmuseen (Linz)
- Museo y el Instituto de Zoología de la Academia Polaca de Ciencias (Varsovia)
- Museo de Historia Natural de Hungría (Budapest)
- Universidad de Copenhague
- Naturalis (Leiden)
- Jardín Botánico Nacional de Bélgica - Meise
- Museo Real de África Central (Tervuren)
- Real Instituto Belga de Ciencias Naturales
- Biblioteca Nacional de Francia (París) (proyecto Gallica)
- Museo Nacional de Historia Natural de Francia (París)
- Consejo Superior de Investigaciones Científicas (Madrid)
- Università degli Studi di Firenze
- Real Jardín Botánico de Edimburgo
- Species 2000
- John Wiley & Sons
- Smithsonian Institution (Washington)
- Jardín Botánico de Misuri (St. Louis)
- Universidad de Helsinki
- Humboldt-Universität zu Berlin